# Bố già học việc
Bố già học việc (tiếng Anh: The Intern) là một bộ phim hài của Mỹ 2015 do Nancy Meyers đạo diễn, sản xuất và viết kịch bản. Phim có sự tham gia của Robert De Niro, Anne Hathaway và Rene Russo, với dàn Diễn viên phụ gồm Anders Holm, Andrew Rannells, Adam DeVine và Zack Pearlman. Phim được công chiếu bởi Warner Bros ngày 25 tháng 9 năm 2015 và khởi chiếu ở Việt Nam cùng ngày với Mỹ.